# Tom Cox
Thomas Michael "Tom" Cox, född 24 januari 1930 i London, död 2 augusti 2018, var en brittisk labourpolitiker. Han var parlamentsledamot för valkretsen Tooting från 1970 till 2005.
Han arbetade som elektriker och gruvarbetare innan han blev politiker.